# Nica vas
Nica vas (nemško Eixendorf) je naselje v Občini Štalenska gora v Okraju Celovec-dežela na Koroškem v Avstriji.